# Erica Cerra
Erica Cerra (Vancouver, 31 ottobre 1979) è un'attrice canadese.

## Biografia
Nata a Vancouver in Canada, di origine italiana, ha iniziato a recitare all'età di otto anni ed è apparsa in numerosi spot pubblicitari da bambina. Dopo essersi presa una pausa, è ritornata nel mondo dello spettacolo all'età di 22 anni, nel 2001, quando decide di dedicarsi completamente alla recitazione studiando con Matthew Harrison, Larry Moss e Gina Chiarelli. Inizia recitando come comparsa o in film minori fino al 2006, anno nel quale inizia ad indossare i panni del vice sceriffo Jo Lupo in Eureka. 
Sempre nel 2006 appare in un video musicale di Michael Bublé, realizzato per la sua canzone Save the Last Dance for Me. Cerra ha interpretato ruoli caratteristici in diverse serie popolari di successo, tra le quali Battlestar Galactica e The L Word. È anche apparsa in film di maggiore distribuzione come Man About Town con Ben Affleck e Rebecca Romijn, e Blade: Trinity con Wesley Snipes.
Ha partecipato come comparsa in serie come Smallville, The 4400, The Dead Zone, Reaper, Huff e Dead Like Me. Ha partecipato anche alla serie televisiva poliziesca canadese Cold Squad, alla serie d'azione Special Unit 2, e alla serie soprannaturale The Collector.

## Vita privata
Si è sposata con Raffaele Fiore nel novembre del 2010 e il 14 maggio 2012 è nata la prima figlia della coppia, chiamata Talia Serafina.

## Filmografia

### Cinema
- Adam & Evil, regia di Andrew Van Slee (2004)
- Blade: Trinity, regia di David S. Goyer (2004)
- The Long Weekend, regia di Pat Holden (2005)
- Il diario di Jack (Man About Town), regia di Mike Binder (2006)
- Percy Jackson e gli dei dell'Olimpo - Il ladro di fulmini (Percy Jackson & the Olympians: The Lightning Thief), regia di Chris Columbus (2010)
- The Stranger, regia di Robert Lieberman (2010)
- Shark Killer, regia di Sheldon Wilson (2015)
- Power Rangers, regia di Dean Israelite (2017)
- L'intruso (The Intruder), regia di Deon Taylor (2019)

### Televisione
- Special Unit 2 - serie TV, episodio 2x06 (2001)
- Black Sash - serie TV, episodio 1x03 (2003)
- Dead Like Me - serie TV, episodio 1x05 (2003)
- Jake 2.0 - serie TV, episodio 1x06 (2003)
- The Collector - serie TV, episodio 1x03 (2004)
- The Dead Zone - serie TV, episodio 3x10 (2004)
- Huff - serie TV, episodio 1x01 (2004)
- Young Blades - serie TV, episodio 1x02 (2005)
- Cold Squad - Squadra casi archiviati (Cold Squad) - serie TV, episodio 7x11 (2005)
- 4400 (The 4400) - serie TV, episodio 2x10 (2005)
- The L Word - serie TV, episodi 1x07-3x05-3x07 (2004-2006)
- Battlestar Galactica - serie TV, episodi 2x18-2x20-3x03-3x04 (2006)
- Reaper - In missione per il Diavolo (Reaper) - serie TV, episodio 1x13 (2008)
- Warehouse 13 - serie TV, episodio 1x08 (2009)
- Sanctuary - serie TV, episodio 2x07 (2009)
- L'albero dei desideri - film TV (2010)
- Smallville - serie TV, episodi 4x16-5x05-10x05 (2005-2010)
- Mortal Kombat: Legacy - serie TV, episodio 1x03 (2011)
- Supernatural - serie TV, 8 episodi (2011-2019)
- Eureka - serie TV, 54 episodi (2006-2012)
- Rush - serie TV (2014)
- Motive - serie TV, 2x4 (2014)
- The 100 - serie TV, 21 episodi (2015-2020)
- IZombie - serie TV (2015)
- Lucifer - serie TV, episodio 3x03 (2017)
- Un milione di piccole cose (A Million Little Things) - serie TV, episodio 2x10 (2018)
- Deadly Class - serie TV, 4 episodi (2018-2019)
- The Astronauts - serie TV, 10 episodi (2020-2021)
- Nancy Drew - serie TV, 8 episodi (2021-2023)
- The Good Doctor – serie TV, episodio 5x10 (2022)
- Avvocati di famiglia (Family Law) – serie TV, 4 episodi (2022)
- Wild Cards – serie TV, episodi 2x12-2x13 (2025)

### Doppiatrice
- Diario di una schiappa (Diary of a Wimpy Kid), regia di Swinton Scott (2021)

## Doppiatrici italiane
Nelle versioni in italiano delle opere in cui ha recitato, Erica Cerra è stata doppiata da:
- Letizia Scifoni in Smallville (ep. 10x05), The Good Doctor
- Francesca Fiorentini in Motive, Power Rangers
- Eleonora Reti in Supernatural
- Cristina Giachero in Eureka
- Selvaggia Quattrini in Warehouse 13
- Alessia Amendola in L'albero dei desideri
- Rossella Acerbo in Rush
- Stella Musy in iZombie
- Monica Migliori in The 100
- Gilberta Crispino ne L'intruso
- Ilaria Latini in Avvocati di famiglia

Da doppiatrice è sostituita da:
- Giò Giò Rapattoni in Diario di una schiappa, Diario di una schiappa - La legge dei più grandi